# 陈绍澧

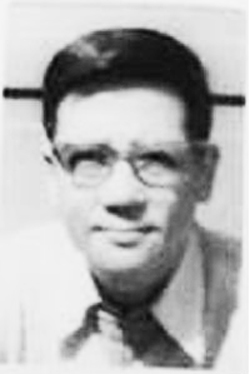
陈绍澧

陈绍澧（1925年12月24日—1968年2月22日）生于广东省东莞。中华人民共和国物理化学家。

## 生平
1948年，陈绍澧自燕京大学化学系毕业后，赴美国留学。1950年8月，获爱荷华州立大学化学系硕士学位。1950年，陈绍澧归国，1950年10月至1958年6月，在东北科学研究所大连分所、中国科学院石油研究所任职，担任题目组长，1956年晋升副研究员。1958年7月至1968年2月，在中国科学院石油研究所兰州分所、中国科学院兰州化学物理研究所任研究室主任、副研究员。文化大革命爆发后，陈绍澧被诬陷为自美国回来的特务，受到迫害。1968年2月22日，陈绍澧在兰州自杀身亡。

## 著作
- 陈绍澧，润滑脂，北京：石油工业出版社，1957
- 陈绍澧，梁国霖，偏光下的皂油凝胶, 科学通报1957(9): 286
- 陈绍澧，徐维墉，锂皂润滑脂的相转变和锂皂纤维的生长, 燃料学报1958, 3(3): 212
- 陈绍澧，徐维墉，表面亲油性膨润土的研究Ⅰ——膨润土表面的胺化及其分散性质, 燃料学报1959, 4(4): 391
- 陈绍澧，李生洲，复合皂润滑脂的特性之研究Ⅰ——复合钙皂MBII体系, 燃料学报1960, 5(2): 159
- 陈绍澧，润滑材料研究的现状与发展趋势, 科学通报1962(2): 9
- 陈绍澧，欧阳锦林，无机固体物质的高温润滑性, 科学通报1963(12): 59

## 家庭
- 父親：陳良士（陳世諒）[3]
- 妻子：俞惟乐
- 内弟：俞惟忠，俞惟乐弟弟
- 胞妹：陳燕娜、陳燕倫、陳燕雲
- 妹夫：沈家祥，陳燕娜丈夫
- 胞弟：陳紹唐、陳紹南